# 佐佐木義人
佐佐木義人（日语：／ Sasaki Yoshihito，1982年7月28日—）是一名日本男性聲優，東京都出身，AIR AGENCY所屬。

## 簡歷
小學二、四、六年級時，在學藝會中對戲劇產生興趣。國中三年級以前曾學習演武系的空手道。國三時，曾在自己擔任的保健委員會節目中創作戲劇。
國中時曾加入桌球社與電腦圍棋社，高中時擔任戲劇社副社長。
畢業於專門學校東京廣播學院廣播聲優科，在學期間與高中時的夥伴共同主辦劇團。在學中與畢業後，一邊舉辦自己劇團的公演，一邊以客座演員身分一年參演約2至3次其他劇團的舞台演出。後來加入由曾在該學院擔任講師的林英樹所領導的「Tera Arts Factory」，並參與舞台演出。與好友共同創立練習場，主要在國立奧林匹克紀念青少年綜合中心度過充實的日子。
大約26歲時再度燃起對聲優之路的熱情，進入聲優養成所；約27歲畢業後，參加了劇團「獸申」的工作坊。28歲左右，以第一期生的身分進入AIR AGENCY養成所，並於29歲4月正式加入AIR AGENCY，開始聲優活動。

## 人物
興趣與特長為滑雪、觀賞舞台劇、模型製作。

## 演出作品
※粗體字為主要角色。

### 電視動畫
2011年
- 帥氣可愛宣言！（D先生、腱毆叔叔、約翰）
- Fate/Zero（Assassin）

2012年
- 偶像學園（主持、工作人員）
- 影子籃球員（小堀浩志）
- 能量獸之戰獸旋戰鬥（トレイ）
- 猛烈宇宙海賊（軍隊的男子）

2013年
- OUTBREAK COMPANY
- 革命機Valvrave（首腦2）
- 鋼彈創鬥者（男）
- JoJo的奇妙冒險（吸血鬼E、士兵A）
- 進擊的巨人（補給兵、士兵、迪塔）
- 紙箱戰機WARS（加迪）
- 寶可夢 THE ORIGIN
- 魔奇少年（衛兵、船員B、カメ、士兵B、魔法使、士兵A、役人A）
- 御宅英文！小緞帶 the TV（警備員、製作人B、御宅族A）

2014年
- 甘城輝煌樂園救世主（大叔）
- 靈裝戰士（華勒沙、莫里布隊員）
- 鋼彈創鬥者TRY（不良、水龍學園成員）
- 天雷爭霸：復仇者聯盟（男性）
- 幕末Rock
- 第一神拳 Rising（イーグルのセコンド、客人）
- 偽姬物語（托收店A、照片部員C）
- 劍靈
- 魔法少女大戰（猿渡）
- 妖怪手錶（喬治、董事2、俱樂部的男人）

2015年
- 潮與虎（攝影師、作業員A、虎人B、法力僧、法力僧D）
- OVERLORD（隆德斯·迪·葛蘭普）
- 終結的熾天使（山中）
- 雙槍激鬥（詹姆斯）
- 銀魂゜（假黑子野D、海賊B）
- 噬神者（難民）
- Concrete Revolutio～超人幻想～（店員）
- SHOW BY ROCK!!（小笠原[6]）
- 蒼穹之戰神 EXODUS（飛行員）
- 死亡遊行（刑事A）

2016年
- SHOW BY ROCK!!#（小笠原、大自然）
- 牙狼〈GARO〉-紅蓮之月-（家人）
- 甲鐵城的卡巴內里（武士、百矢、恙眾、隊長）
- 吸血鬼僕人（上官）
- 虹色時光（班主任、老師）
- 喵的咧～貓咪戲說日本史！
- ViVid Strike!（BOSS、不良）
- 超時空要塞Δ（蓋伊·吉爾古德、裁判官B）
- 遊戲王ARC-V（桑德斯）

2017年
- 喵的咧～貓咪戲說日本史！（今川義元、土方歲三、杉田玄白、高杉晉作）
- 鬼平（長男、地痞）
- 政宗君的復仇（寧子的祖父、管家）
- 龍族拼圖X（公會龍喚士）
- 巴哈姆特之怒 VIRGIN SOUL（惡魔、客人）
- 碧藍幻想 The Animation（島民B）
- 名偵探柯南（鑑識）
- 漫威未來復仇者（The Leader）
- Princess Principal（士兵）
- 我的英雄學院（塞爾奇的部下）
- 戰姬絕唱SYMPHOGEAR AXZ（作業員B）
- 騎士&魔法（莫德斯托·雷頓馬奇、士兵A）
- 妖怪公寓的優雅日常（男學生D）
- 將國戡亂記（達烏德）
- 十二大戰（分隊長）
- 牙狼〈GARO〉-VANISHING LINE-（黑幫C）
- 咕嚕咕嚕魔法陣（村人B、泉之主／水之王）

2018年
- 銀魂.（解放軍士兵A）
- 牙狼〈GARO〉-VANISHING LINE-（男性B）
- IDOLiSH7（主持）
- POP TEAM EPIC（謎之聲B、掰手腕者B、KING D）
- 齊木楠雄的災難 第2期（外星人、助手、男學生B）
- Basilisk ～櫻花忍法帖～（五郎左）
- 牙鬥獸娘（工場長、流氓）
- 極道超女
- 刀劍神域外傳 Gun Gale Online（玩家）
- 冷然之天秤（溝呂木冬馬）
- 黃金神威（警官們）
- 銀河英雄傳說 Die Neue These 邂逅（副官）
- 賽馬娘 Pretty Derby（記者）
- 東京喰種:re（岡平）
- 驚爆危機 Invisible Victory（代理人B）
- 惡魔高校D×D HERO（歴代赤龍帝）
- 夢王國與沉睡中的100位王子殿下（客人A）
- 昴宿七星（雷諾畢奇）
- 高分少女（男性C）
- 屁屁偵探（シスコトカチャ、波士頓、先祖大人、House鹿島店長）
- 後街女孩（組員A）
- JoJo的奇妙冒險 黃金之風（男A、索爾貝）
- 黃金神威 第二期（煤礦工們）
- 火之丸相撲（學生）
- 關於我轉生變成史萊姆這檔事（戈畢爾的部下C）
- 殺戮的天使（刑事）

2019年
- 喵的咧～貓咪戲說日本史！（佐久間象山、足利義昭）
- POP TEAM EPIC（吸血鬼）
- 火之丸相撲（鈴嶽親方）
- 多羅羅（僧侶、傳令B）
- 盾之勇者成名錄（騎士、狼人、貨攤店主、大臣、領主、盜賊、冒險者、梅蒂護衛騎士、志願兵、士兵、船長）
- 荒野的壽飛行隊（羅德里格斯[7]）
- 飛翔吧！戰機少女（自衛官）
- 我們真的學不來！（原教育指導員A）
- 一拳超人 第2期（賽艮加爾、遊戲聲音）
- Fairy Gone（大使、傳令兵、外事省管理官、側近）
- 萌獸寵物店（神官1、老神官、士兵、武器屋）
- 神田川JET GIRLS
- 七大罪 眾神的逆麟（囚人、洛的同伴、巨人族、女神族、衛兵、男）
- Dr.STONE 新石紀（面試官）
- PSYCHO-PASS心靈判官 3（八俣仁志、老人）
- 巴比倫（葛西〈搜查員〉）

2020年
- 我的英雄學院 第4期（顎大和筒隆）
- 籃球少年王（男學生、不良、安原的父親、化學部顧問）
- 索瑪麗與森林之神（狩獵人類者）
- LISTENERS 聆聽者（布魯諾、Psychobilly）
- 辣妹與恐龍（天氣預報員雨宮先生、前輩父、小鬍子、公園的叔叔、偵探）
- 白貓Project ZERO CHRONICLE（村民C）
- 僵僵僵 殭屍君（小賣部店員、西蘭花·颶風、謎之男、宗博叔叔、章魚斯基、郵局員、胃袋、爺爺、戰車操縱士1、Dark Chet）
- 新櫻花大戰 the Animation（觀眾）
- 噴嚏大魔王2020（落武者）
- 神奇柑仔店 錢天堂（大猩猩、小偷、警察官、附近的叔叔、棒球裁判）
- 勇者鬥惡龍 達伊的大冒險（怪物、石像鬼C）
- 黃金神威 第三期（刺客們）
- 強襲魔女 通往柏林之路（軍人）
- 暮蟬悲鳴時業（村人）

2021年
- 進擊的巨人 The Final Season（兵團幹部）
- 名偵探柯南（庭師）
- 神奇柑仔店 錢天堂（木乃伊、誘拐犯、新聞播音員、常暗橫町警察、老師、隼人的父親、保姆蝙蝠、幽靈速達、浦安英信）
- 勇者鬥惡龍 達伊的大冒險（護衛兵、人們、主持人、纏結、怪物）
- 暮蟬悲鳴時業（山狗）
- 萌可魯玩偶貓（糕點師爸爸）
- 關於我轉生變成史萊姆這檔事 第2期（介羅）
- WAVE!!～來衝浪吧!!～（野上老師）
- 七大罪 憤怒的審判（賢者）
- Dr.STONE 新石紀 STONE WARS（大男）
- 工作細胞!!（殺手T細胞1）
- 我的英雄學院 第5期（船員）
- 通靈王（阿帕什）
- 關於我轉生變成史萊姆這檔事 轉生史萊姆日記（介羅）
- 戰鬥員派遣中！（隊長C）
- 暮蟬悲鳴時卒（村人、役員）
- 賈希大人不氣餒！（魔族C、老人、魔族、大叔、社員C、公司職員、老爺爺）
- 宿命迴響：命運節拍（住民）
- 86—不存在的戰區—（士兵）
- 陰陽眼見子（蟒蛇穴熊）
- 月與萊卡與吸血公主（高官）
- 卡片戰鬥!! 先導者 overDress（大人）
- 世界頂尖的暗殺者轉生為異世界貴族（拉克、維科尼士兵）
- 境界戰機（酒屋店主）

2022年
- 神奇柑仔店 錢天堂（蕨山拓郎、杉田健一郎）
- 勇者鬥惡龍 達伊的大冒險（士兵、賈米拉斯）
- 萌可魯玩偶貓 Mix！（蹺蹺板男）
- 薔薇王的葬列（森之聲A、從者A、木之聲A）
- 現實主義勇者的王國重建記（貴族）
- 失格紋的最強賢者（領主的部下、亞魔族D）
- 秘密內幕～女警的反擊～（及田部長）
- 盾之勇者成名錄 Season2（傳令B）
- Lycoris Recoil 莉可麗絲（評論員、武裝集團、後藤、作業員、犯人、上班族、DA操作員、播音員）
- 受讚頌者 二人的白皇（歐甄[8]）
- 新來的女傭有點怪（傭人A）
- 在地下城尋求邂逅是否搞錯了什麼IV 新章 迷宮篇（多魯木爾的同伴）
- 幽零幻鏡（社員A）
- 蠟筆小新（播音員）
- 後宮之烏（炎帝）
- BLUE LOCK 藍色監獄（貳瓶集作、醫生）
- 鏈鋸人（民間惡魔獵人）
- IDOLiSH7 Third BEAT!（主持）
- 忍之一時（潮田）
- 異世界歸來的舅舅（魔物）
- 機動戰士鋼彈 水星的魔女（德林的SP）

2023年
- 機動戰士鋼彈 水星的魔女（葛利斯坦·丁巴利）
- 銀砂糖師與黑妖精（妖精商人）
- 關於我在無意間被隔壁的天使變成廢柴這件事（教師）
- 擁有超常技能的異世界流浪美食家（副隊長）
- 偶像大師 灰姑娘女孩 U149（高空彈跳員工）
- 冒險大陸 阿尼亞王國
- 黃金神威 第四期（蒸汽船船長）
- 獻祭公主與獸王（暗殺者B、奧茲瑪爾戈兵C）
- 無職轉生II～到了異世界就拿出真本事～（商人C）
- Lv1魔王與獨居廢勇者（喬）
- 政宗君的復仇R（老人、寧子的祖父）
- 奇異賢伴 黑色天使（布魯諾）
- 暴食狂戰士（男武人、奧利弗、武人、領民、野盜、管家、看守兵、騎士）
- 盾之勇者成名錄 Season3（特帕克B）
- 希望之力～成年光之美少女'23～（護士、社員、司機、街上的人）
- 狩龍人拉格納（米哈伊爾[9]）
- 川越男子歌唱團（不良）
- 競速 OVERTAKE!（老爺爺）
- 我想成為影之強者！2nd season（三葉）

2024年
- 佐佐木與文鳥小嗶（異能力者）
- 戰國妖狐（野武士）
- 不死不運（流氓）
- 公主殿下，「拷問」的時間到了（聰明的老人）
- 終末的火車前往何方？（居民、人參）
- WIND BREAKER—防風少年—
- 偶像大師 閃耀色彩（節目製作人[10]）
- 黑執事 寄宿學校篇（學生）
- 夜櫻家大作戰（莫西干）
- 王牌酒保 神之杯（編輯）
- 異世界自殺突擊隊（左大臣）
- 關於我轉生變成史萊姆這檔事 第3期（介羅）
- 為何我的世界被遺忘了？（巨大魔獸）
- ATRI -My Dear Moments-（襲撃犯）
- 異世界失格（矮人）
- 村井之戀（脾之守）
- 一兆＄遊戲（黑龍的側近）
- 2.5次元的誘惑（老人B）

2025年
- SAKAMOTO DAYS 坂本日常（八秋）
- 遲早是最強的鍊金術師？（迪布爾）
- 異修羅 第2期（部下）
- 灰色：幻影扳機（有坂的父親）
- GACHIAKUTA（破壞專家男人）

### 劇場版動畫
2012年
- 圖書館戰爭 革命之翼

2013年
- 電影怪俠佐羅利 緊急出動！守護恐龍蛋（恐龍調査團四角）

2015年
- 攻殼機動隊 新劇場版（SP1）

2018年
- 劇場版超時空要塞Δ 激情的女武神
- 薄墨櫻 -GARO-（檢非違使B）

2019年
- 甲鐵城的卡巴內里 海門決戰（玄路兵、武士）

2020年
- 數碼寶貝 LAST EVOLUTION 絆（鸚鵡獸）
- 電影 喵的咧～貓咪戲說日本史！～龍馬的一塌糊塗時間旅行！～（土方歲三、高杉晉作、佐久間象山、源義朝、山名宗全）

2022年
- 電影 屁屁偵探 屁屁亞蒂
- 電影 屁屁偵探 夢中的巨大番薯祭典
- 電影 美味Party♡光之美少女 夢想的♡兒童套餐！（警備機器人）
- 劇場版 關於我轉生變成史萊姆這檔事 紅蓮之絆篇（介羅）
- 灌籃高手 THE FIRST SLAM DUNK

2024年
- 電影 屁屁偵探 再見親愛的夥伴，屁屁啊（ニワトリしつじ、鬣狗學生）
- 電影 屁屁偵探 萬事OK俱樂部 VS 怪盜U
- Code Geass 奪回的Rozé（看守長、東之曉旅團員）
- 劇場版 賽馬娘Pretty Derby：新時代之門

### OVA
2011年
- 交響曲傳奇 THE ANIMATION

2012年
- 女王之刃 叛亂（山賊C）

2015年
- 至高指令（男學生A）

2019年
- 高分少女 EXTRA STAGE（哈格）
- 關於我轉生變成史萊姆這檔事 OAD（戈畢爾的部下C）

2022年
- 機動戰士鋼彈 水星的魔女 PROLOGUE（播音員）

### 網路動畫
2016年
- 弱酸性百萬亞瑟王（路人、岩野P、野狗A）

2018年
- 怪物彈珠（凱特爾側近）

2019年
- 齊木楠雄的災難 再始動篇（飼主、組織男）

2020年
- 座敷童子榻榻米醬（人類們）

2023年
- 境界戰機 極鋼之裝鬼（火神隊員）

2024年
- SAND LAND: THE SERIES（反對派、森林國民）

### 遊戲
2011年
- たんていぶ -失踪と反撃と大団円-

2012年
- 影子籃球員　奇蹟的比賽（小堀浩志）
- 惡靈古堡 拉昆市行動
- 未來日記 未來日記 第13位日記持有者 RE:WRITE

2013年
- 紙箱戰機WARS（加迪·冬）

2014年
- 影子籃球員　勝利的軌跡（小堀浩志[11]）
- 第3次超級機器人大戰Z 時獄篇

2015年
- 影子籃球員　未來的羈絆（小堀浩志[12]）
- 里見八犬傳 村雨丸之記
- 超級機器人大戰BX
- 蒼天的Sky Galleon（ヘラクレス、[13]）
- 樂高漫威超級英雄
- 雷子（于吉）

2016年
- 受讚頌者 二人的白皇（歐甄[14]）
- 蒼天的Sky Galleon（[15]、[15]）

2018年
- 銀魂亂舞（春雨、鎮民〈賊〉、真選組隊士、見廻組）

2020年
- SHOW BY ROCK!! Fes A Live（小笠原）
- 聖鬥士星矢：Rising Cosmo（聖域祭司、海闘士）

2021年
- 賽馬娘 Pretty Derby[16][17]
- 受讚頌者斬2（歐甄）

2022年
- レゴ スター・ウォーズ：スカイウォーカー・サーガ
- 機動戰士鋼彈 鐵血孤兒G（護衛、親衛隊）

2023年
- 無限神速斬 勇者鬥惡龍 達伊的大冒險（怪物）

## 外部連結
- 佐々木 義人｜AIR AGENCY 声優プロダクション
- 佐佐木義人的X（前Twitter）
- 佐々木義人 (tosaka_ssk_note) - note